# Rayman 3: Hoodlum Havoc
Rayman 3: Hoodlum Havoc és la tercera i més gran entrega de la saga Rayman. Explica la història de com Rayman atrura André, un lum negre maligne, el qual vol aconseguir el control del món amb el seu exèrcit de soldats 'Hoodlum' de sac. El joc té un rerefons sarcàstic autoreferent, incorporant diversió al gènere de videojocs de plataforma. El joc va sortir a la venda l'any 2003, seguit, l'any 2006, de la continuació Rayman Hoodlums Revenge per a la Game Boy Advance.

## Argument del joc
André, el líder dels Lums Negres, és un lum el qual es diu que va sorgir del mateix dimoni. Una nit, mentre passa per la Cruïlla dels Somnis, transforma uns Lums Vermells en Lums Malignes per tal que s'uneixin a ell. El grup aconsegueix suficient pelatge d'alguns animals del bosc per fer-se passar per Hoodlums, però Murfy, un dels residents i treballadors del Consell de Fades, els descobreix. Més tard, André, descobreix Murfy amagat pels voltants i el comença a perseguir. Murfy arriba a una clariana on hi ha Rayman i Globox dormint. Globox es desperta per l'aldarull i ajuda Murfy a salvar Rayman, qui encara no s'ha despertat. Mentre intenten aixecar-lo, Globox treu les mans de Rayman i Murfy es veu obligat a emportar-se'l estirant-lo pels cabells. Globox s'escapa d'André, però s'emporta les mans de Rayman.
A mesura que passa el temps, cada vegada hi ha més Hoodlums que envaeixen el bosc. Quan arriben a l'entrada del Consell, Rayman i Murfy troben a Globox amagat en un barril. Just quan Rayman recupera les seves mans, André i un quants dels seus subordinats arriben i comencen a perseguir altre cop a Globox. Mentre Rayman i Murfy corren darrere seu, descobreixen el pla d'André: contaminar el cor del món per així poder crear la mateixa energia en un exèrcit de Hoodlums. En un moment en què André atrapa Globox, aquest s'empassa accidentalment la criatura malèvola i és en aquest punt quan Rayman ha de buscar un metge que pugui treure André de l'estómac de Globox.
Durant el viatge, Rayman troba tres metges: Otto, Romeo i Art Rytus (també Gonzo). Els tres metges per separat no aconsegueixen treure André de l'estómac de Globox, però sí que ho fan un cop s'uneixen i treballen en equip. Però André no desisteix en el seu intent de dominar el món, i ara, amb més ràbia que abans, s'uneix a Reflux, un ésser contra el que haurà de competir Rayman per demostrar el seu valor a la cursa Knaaren. Ansiosos de poder i de ganes de desfer-se de Rayman, la nova aliança decideix crear encara més caos.
En un cara a cara final, Rayman destrueix Reflux i torna a convertir André en un Lum Vermell. Després, Rayman i Globox tornen a la clariana on eren al principi. Globox li mostra a Rayman el seu pesar per haver tornat a convertir André en un Lum Vermell, i Rayman el consola dient-li que realment no creu que no hi hagi cap manera per fer-lo tornar com era en un inici. Aleshores Globox li explica que de la mateixa manera que es pot fer tornar un Lum Negre en Lum vermell fent-lo riure, també es pot fer tornar un Lum Vermell en Lum Negre espantant-lo. Pensant què podia espantar un lum, Rayman i Globox es van adormir. És aleshores quan un flashback revela que el "veritable enemic" del joc són les mans de Rayman, les quals es desprenen d'aquest mentre dorm i marxen a espantar el Lum Vermell més proper. El lum atemorit es converteix en André, i és en aquest punt quan es retorna a l'inici del joc.